# Chazé-Henry
Chazé-Henry é uma ex-comuna francesa na região administrativa da Pays de la Loire, no departamento de Maine-et-Loire. Estendeu-se por uma área de 19,87 km². Em 2010 a comuna tinha 858 habitantes (densidade: 43,2 hab./km²).
Em 15 de dezembro de 2016 foi fundida com as comunas de La Chapelle-Hullin, Combrée, Grugé-l'Hôpital, Noëllet, Pouancé, La Prévière, Saint-Michel-et-Chanveaux, Le Tremblay e Vergonnes para a criação da nova comuna de Ombrée d'Anjou.